# Eugenio Fuentes
Eugenio Fuentes (Montehermoso, 1958 –) spanyol író.
Hősét, Ricardo Cupidót erőszakos körülményei teljesen realisztikus magánnyomozóvá teszik.

## Irodalmi díjai
- 1993: Premio Internacional de novela de Ciudad de San Fernando Luis Berenguer az El nacimiento de Cupidóért
- 1997: Premio de Novela Extremadura a Tantas mentirasért

## Bibliográfia

### Regények[2]
- Las batallas de Breda (1990)
- Tantas mentiras (1997)
- Venas de nieve (2005)
- Das Herz des Mörders (2008)
- Si mañana muero (2013)
- Mistralia (2015)
- Tan recta y moldeada (2018)
- Piedras negras (2019)

### Ricardo Cupido sorozat[3]
1. El nacimiento de Cupido (1994)
2. El interior del bosque (1999) (S lőn sötétség…)
3. La sangre de los angeles (2001)
4. Las manos del pianista (2003)
5. Cuerpo a cuerpo (2007)
6. Contrarreloj (2009)

### Esszék
- La mitad de occidente (2003)
- Tierras de fuentes (2011)
- Literatura del dolor, poética de la bondad (2013)
- La hoguera de los inocentes: Linchamientos, cazas de brujas y ordalías (2018)

### Novellák
- Vías muertas (1997)

## Magyarul
- S lőn sötétség…; fordította: Tantos Ágnes; Magyar Könyvklub, Budapest, 2004[4]

A S lőn sötétség… eltávolodik a bűnügyi regények szokványos cselekményétől, hogy elénk tárhassa egy talányos és rémisztő hely belsejébe vezető utazás történetét, ugyanakkor elvezet bennünket a szereplők lelkének sötét titkaihoz, akik képesek szörnyű bűnök elkövetésére, ám egyben saját sorsuk áldozatai is. A fennkölten ábrázolt természet önálló szereplővé növi ki magát, hogy végül kibontakozzon a cselekmény, amely a kezdettől a végkifejletig rejtélyektől terhes.

## Fordítás
- Ez a szócikk részben vagy egészben  az   Eugenio Fuentes című angol Wikipédia-szócikk ezen változatának fordításán alapul.  Az eredeti cikk szerkesztőit annak laptörténete sorolja fel. Ez a jelzés csupán a megfogalmazás eredetét és a szerzői jogokat jelzi, nem szolgál a cikkben szereplő információk forrásmegjelöléseként.